# جامع فالح باشا الكبير
جامع فالح باشا الكبير، وهو من مساجد العراق التاريخية الأثرية، ويقع في محافظة ذي قار، في الناصرية في محلة الجامع الكبير قرب مبنى المحافظة القديم وسميت المحلة على أسمه، وبني في عام 1286هـ/1869م، على نفقة فالح باشا السعدون في عهد الدولة العثمانية، ويعد من الجوامع الكبيرة والقديمة في الناصرية، وتبلغ مساحته الكلية حوالي 2276م2، بينما تبلغ مساحة الحرم 1500م2، ويتسع لأكثر من 2000 مصل، حيث تقام فيه المناسبات الدينية وصلاة الجمعة وصلاة العيدين والصلوات الخمس.
ولقد تم تجديد الجامع وترميمه في عام 1964م، من قبل وزارة الأوقاف والشؤون الدينية، وانشأت لهُ مبنى عمارة فخمة بجوارهِ، وأربعة من المحلات التجارية وشقتين سكنية وبنيت قاعدة لبناء المنارة وأسمته (جامع الناصرية الكبير) فأعترض على تسميته (حمود عبد الله فالح السعدون) أحد أحفاد باني الجامع، فقررت رئاسة الديوان في وزارة الأوقاف عام 1966م تغيير أسمه إلى (جامع فالح باشا الكبير)، وألحقت بالجامع مكتبة كبيرة.
وللمسجد قبة زرقاء اللون عالية البنيان ارتفاعها 15 متراً ومكسوة بالنقوش، ويقع تحتها المنبر، وفوق مدخل الحرم نقش بالكاشي الكربلائي وللجامع مئذنة سداسية القاعدة بارتفاع حوالي ثلاثين مترا، وقطرها ثلاثة أمتار تم بناؤها عام 1988م، من مادة الطابوق ومكسوة بالحجر والطابوق القاشاني الأزرق في بعض اجزائها.
ويحتوي الجامع على دار تابع للإمام والخطيب وأربع غرف ومخزن ومغتسل ودار للخادم والمؤذن وقاعة للمناسبات كما يضم الجامع مبنى دائرة ملاحظية ذي قار التابعة لديوان الوقف السني.
ومن نشاطات المسجد حالياً تقديم المساعدات المالية والغذائية للعوائل الفقيرة والمتعففة وعوائل الشهداء والمعتقلين، وإقامة دورات لتحفيظ القرآن في العطلة المدرسية الصيفية، حيث يتخرج من المسجد سنوياً حوالي 40 طالب قد حفظوا أجزاء من القرآن مع تعلم الفقه وبعض الآداب الإسلامية.
ومن الأئمة والخطباء الذين تولوا منصب الإمامة والخطابة فيه:
- الشيخ داود الراوي.
- الشيخ عبد الحميد عبد الله الأعرجي.
- الشيخ بكر أحمد.
- الشيخ خليل الحياني.
- الشيخ سلام احمد محمد.
- الشيخ محمد عبد الوهاب عبد اللطيف ( 1973- 1975 ) وهو مبعوث من جامع الأزهر الشريف.[3]